# Tupolev I-4
Tupolev I-4 (ANT-5) (rusky Туполев И-4) byl sovětský celokovový jednomotorový stíhací vzpěrový jedenapůlplošník s otevřenou jednomístnou kabinou a pevným záďovým podvozkem z období 20. let 20. století.

## Vývoj
Na podzim roku 1925 dostal hydrodynamický ústav CAGI státní zakázku na vývoj celokovového stíhacího letounu pro ověření výhod a rozdílů v porovnání s letouny stavěnými klasickou dřevěnou, nebo smíšenou technologií. V CAGI byla práce svěřena odboru AGOS (Aviacia, Gidroaviacia, Opytnoje Stroitělstvo) pod vedením A. N. Tupoleva brigádě Pavla Osipoviče Suchoje. Hlavním materiálem pro stavbu měla být hliníková slitina kolčugaluminium ve formě vlnitého plechu pro potah a přepážky, ve formě profilů a trubek pro vnitřní konstrukci.
První prototyp ANT-5 s polozakrytým hvězdicovým motorem Gnome-Rhône Jupiter VI o výkonu 309 kW byl dokončen v červenci 1927. V září stroj převzal ke státním zkouškám Vědeckovýzkumný ústav vojenského letectva (NII VVS). Během testů se v kokpitu stroje vystřídali zkušební piloti M. M. Gromov, A. F. Anisimov, A. B. Jumašev a I. F. Kozlov. V prosinci 1927 bylo přijato rozhodnutí o sériové výrobě s označením vojenského letectva I-4 (istrebitěl).
V srpnu 1928 následoval druhý prototyp a 15. října 1928 pak první předsériový letoun, odpovídající sériovým strojům. Oba měly instalovánu výkonnější pohonnou jednotku Jupiter VI o 353 kW. V tomto roce započala také samotná sériová výroba I-4 vyzbrojených dvojicí synchronizovaných kulometů PV ráže 7,62 mm.
V roce 1931 byl zkonstruován hornoplošník I-4bis upravený ze sériového stroje ukončením spodního malého křídla za zakotvením vzpěry. Horní křídlo bylo na náběžné hraně před křidélky opatřeno sloty, změn doznala také kapotáž motoru M-22 o výkonu 353 kW. Rychlost oproti sériovým strojům vzrostla o 10 km/h.
V prosinci 1931 byly na jeden letoun I-4 pokusně zavěšeny pod horní křídlo dva bezzákluzové kanóny ráže 76,2 mm pro střelbu na vzdušné i pozemní cíle.
Další zkoušky konané v roce 1931 s I-4 se týkaly jejich využití jako parazitní letoun (zvěno) na vzdušnou ochranu bombardérů. Dva stroje I-4 byly na podvozkové ose vybaveny závěsy, kterými byly připevněny na horní ploše křídla bombardovacího letounu TB-1. Celý komplet označený Z-1 byl zalétán 3. prosince 1931. Piloty dvojice I-4 byli Valerij Čkalov a A. F. Anisimov, kteří se během letu úspěšně od TB-1 odpoutali. V průběhu dalších experimentů provedlo Z-1 cvičný nálet z Moskvy na Kyjev. TB-1 svrhl cvičné pumy na cílovou oblast s následným odpoutáním obou I-4, které doprovázely mateřský letoun.
V roce 1935 a 1936 se na I-4 zkoušely pomocné raketové motory na tuhé pohonné hmoty, vyvinuté ústavem RNII. Podle složení paliva vyvíjely tah od 2451 N po 4903 N po dobu hoření 2,5 min. Pomocné raketové motory pro vzlet a stoupání byly seskupeny po třech vedle sebe a upevňovaly se na obě strany spodní části trupu.

## Specifikace

### Technické údaje
- Osádka: 1
- Rozpětí: 11,40 m
- Délka: 7,28 m
- Nosná plocha: 23,80 m²

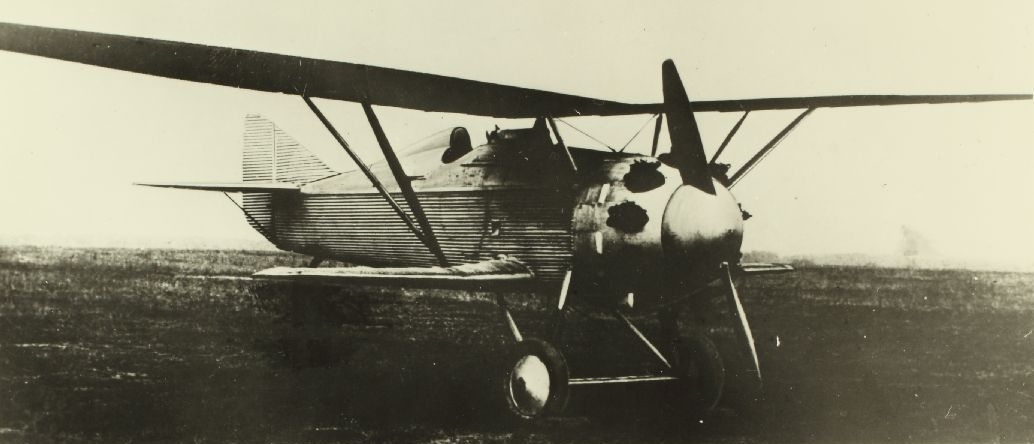
Tupolev I-4 (ANT-5)

- Hmotnost prázdného letounu: 978 kg
- Vzletová hmotnost: 1 430 kg
- Pohonná jednotka: 1 × hvězdicový devítiválec M-22
- Vzletový výkon: 353 kW

### Výkony
- Maximální rychlost u země: 220 km/h
- Maximální rychlost v 3000 m: 231 km/h
- Výstup na 5000 m: 14,3 min
- Dostup: 7000 m
- Dolet: 840 km

### Výzbroj
- 2 x kulomet PV ráže 7,62 mm